# Hasle (Danemark)
Hasle est une ville du Danemark, sur l'île de Bornholm dans la mer Baltique. D'une superficie de 115 km² et avec une population de 6 382 habitants, elle fait partie de la commune de Bornholm.